# オオヌマトンネル
オオヌマトンネル（大沼トンネル、とも）は、北海道亀田郡七飯町で建設中の北海道縦貫自動車道のトンネルである。

## 概要
七飯町西大沼地区の蓴菜沼付近から仁山地区の国道5号付近までを結び、施設では大沼公園IC（森町内）と七飯IC（仮称）の間に位置する。大沼公園IC以南は新直轄方式で整備されるため、開通した際の通行料は無料の予定である。
延長は7,093 mを予定し、完成すればえりも黄金トンネルを超え北海道最長の道路トンネルになる。道路トンネル非常用施設設置基準におけるトンネル等級は最高のAAであり、本坑から30-40 m西側に避難坑を設けている。
避難坑が設けられたトンネルは北海道開発局管轄トンネルでは初であり、また5,000 m以上の長大トンネルとなることから、道路法の規定により道内で初めて危険物積載車両の通行規制が行われる予定である。

## 施工
通過する一帯は火山砕屑岩類や溶岩類が分布し、火山活動に伴う熱水で変質した区間の存在が想定されている。
複雑で脆弱な地質での施工であるため、先行して避難坑を2017年（平成29年）度から西大沼・峠下の2工区に分け先行整備することとなり、NATM工法で双方の坑口から掘削している。避難坑については西大沼工区が2024年（令和6年）度末まで、峠下工区が2025年度（令和7年度）末までの工期を予定し、2025年2月14日に貫通式を挙行、3月19日に工事終了となった。建設地付近を走る北海道旅客鉄道（JR北海道）函館本線に影響が出ないよう、本坑掘削に向けて約1年にわたる綿密な調査を経て着工した。
この知見をフィードバックさせた上で、本坑は2022年（令和4年）度から着工開始。西大沼工区の初弾工は2025年（令和7年）9月中旬までを工期とし、大成建設・伊藤組土建・齊藤建設共同体で進めている。

## 隣
E5 北海道縦貫自動車道
七飯IC（事業中） - オオヌマトンネル（事業中） - (6) 大沼公園IC